# Sheila Echols
Pour les articles homonymes, voir Echols.
Sheila Ann Echols (née le 2 octobre 1964 à Memphis) est une athlète américaine spécialiste du 100 mètres.

## Carrière
Étudiante à l'Université de Louisiane, elle se révèle durant l'année 1987 en réalisant 11 s 09 sur 100 mètres. Elle remporte cette même année le titre du relais 4 × 100 des Jeux panaméricains d'Indianapolis avec Gail Devers, Michelle Finn et Gwen Torrence. L'année suivante, elle se qualifie pour les Jeux olympiques grâce à sa performance de 10 s 83 établi lors des sélections américaines d'Indianapolis. À Séoul, Sheila Echols s'adjuge en tant que deuxième relayeuse, le titre olympique du 4 × 100 mètres aux côtés de Alice Brown, Florence Griffith-Joyner et Evelyn Ashford, devançant la RDA et l'URSS. Alignée par ailleurs dans l'épreuve su saut en longueur, elle ne parvient pas à se qualifier pour la finale avec un saut à 6,37 m. En 1989, l'Américaine remporte le 100 m de la Coupe du monde des nations de Barcelone, devant la Nigériane Mary Onyali, et se classe troisième du relais 4 × 100 m.

## Palmarès
| Année | Compétition                | Lieu         | Résultat | Épreuve          |
| ----- | -------------------------- | ------------ | -------- | ---------------- |
| 1987  | Jeux panaméricains         | Indianapolis | 1re      | 4 × 100 m        |
| 1988  | Jeux olympiques            | Séoul        | 1re      | 4 × 100 m        |
| 1989  | Coupe du monde des nations | Barcelone    | 1re      | 100 m            |
| 1989  | Coupe du monde des nations | Barcelone    | 3e       | 4 × 100 m        |
| 1992  | Jeux olympiques            | Barcelone    | 7e       | Saut en longueur |

## Records personnels
- 100 m : 10 s 83 (1988)
- Saut en longueur : 6,49 m (1994)